# José Horacio Gómez
Pour les articles homonymes, voir José Gómez et Gómez.
José Horacio Gómez Velasco, généralement désigné sous le seul nom de José Gómez, né le 21 décembre 1951 à Monterrey au Mexique, est un prélat catholique mexicano-américain, archevêque de Los Angeles depuis mars 2011 et président de la Conférence des évêques catholiques des États-Unis de 2019 à 2022.

## Biographie

### Jeunesse et formation
José Gómez naît et grandit à Monterrey au Mexique où il commence ses études à l'Institut de technologie et d'études supérieures de Monterrey avant de rejoindre l'université nationale autonome du Mexique à Mexico où il obtient un baccalauréat universitaire ès sciences en comptabilité et un baccalauréat universitaire ès lettres en philosophie en 1975.
Il intègre l'Opus Dei pendant ses années universitaires et rejoint l'université de Navarre, appartenant à l'Opus Dei, où il suit le cycle de théologie en vue du sacerdoce.

### Prêtre
Il est ordonné le 15 août 1978 pour l'Opus Dei par le cardinal König, archevêque de Vienne, au sanctuaire de Torreciudad en Espagne. En 1980, il obtient un doctorat en théologie sacramentelle, toujours à l'université de Navarre, à Pampelune. Son ministère l'amène alors à occuper différente fonctions, en Espagne d'abord, puis au Mexique. En 1987, il franchit le Rio Grande et rejoint San Antonio au Texas où il est vicaire jusqu'en 1999.
Il devient citoyen américain en 1995.
En 1991, il est désigné comme délégué régional de l'association nationale des prêtres hispaniques. Il en devient président en 1995 et exerce les fonctions de directeur exécutif de 1999 à 2001.
En collaboration avec le cardinal Norberto Rivera Carrera, il participe à l'installation du séminaire hispanique Notre-Dame de Guadalupe de Mexico. En 1999, il est nommé vicaire de l'Opus Dei pour le Texas.

### Évêque
Jean-Paul II le nomme évêque titulaire de Belali et évêque auxiliaire de archidiocèse de Denver le 23 janvier 2001. Il y reçoit la consécration épiscopale le 26 mars suivant des mains de Charles Chaput, archevêque de la ville.
Le 29 décembre 2004, il est nommé archevêque de San Antonio au Texas. En 2005, il est cité par Time comme l'un des vingt-cinq Hispaniques ayant le plus d'influence aux États-Unis et, en 2007, il fait partie de la liste de CNN des Hispaniques les plus connus. José  Gómez acquiert à San Antonio la réputation d'un leader plutôt orthodoxe qui met fin à certaines initiatives libérales ,. Il supprime la Commission Justice et Paix de la chancellerie après que ses membres eurent exprimé leur opposition à l'archevêque lorsque ce dernier a apporté son soutien a un amendement à la Constitution ayant pour but d'interdire le mariage entre personnes de même sexe. Cet amendement, bien que soutenu par une majorité, est déclaré par la suite inconstitutionnel. Pendant la campagne présidentielle de 2008, il exprime publiquement ses réticences lorsque la St. Mary's University, université catholique la plus ancienne du Texas, permet à la candidate Hillary Clinton de tenir un meeting sur le campus. Il déclare aussi qu'il est réticent, en vain, à la venue dans une autre université catholique, Our Lady of the Lake University, d'une religieuse de haut rang venue débattre en faveur de l'ordination des femmes. Il accueille favorablement le motu proprio Summorum Pontificum qui permet un certain accès pour certains groupes à la messe d'autrefois, dite aujourd'hui messe tridentine, déclarant qu'ainsi « le riche héritage et patrimoine de l'Église » aurait la possibilité de ne pas être totalement oublié.
Le 6 avril 2010, Benoît XVI le transfère à Los Angeles comme coadjuteur du cardinal Roger Mahony auquel il succède sur le siège archiépiscopal le 1er mars 2011. Les deux tiers des fidèles catholiques de l'archidiocèse sont d'origine latino-américaine et lui-même devient le premier prélat hispanique à occuper un siège d'une telle importance. Il dénonce la gestion laxiste de son prédécesseur dans les affaires d'abus sexuels du diocèse et l'écarte de toute éventuelle collaboration pastorale.
En 2012, il participe à la XIIIe assemblée générale ordinaire du synode des évêques sur la  « nouvelle évangélisation pour la transmission de la foi chrétienne ». À Rome, il est membre du conseil pontifical pour les communications sociales et de la commission pontificale pour l'Amérique latine. Le 15 novembre 2016, il est élu vice-président de l'USCCB. Il est élu en 2019 président de la Conférence des évêques catholiques des États-Unis.

## Source
- (en) Cet article est partiellement ou en totalité issu de l’article de Wikipédia en anglais intitulé « José Horacio Gómez » (voir la liste des auteurs).